# Cali Open WTA 2024
Il Cali Open 2024 è un torneo femminile di tennis giocato sui campi in terra rossa. È la 9ª edizione del torneo, facente parte della categoria WTA 125 nell'ambito del WTA Challenger Tour 2024. Si gioca all' Club Campestre de Cali di Cali in Colombia dal 4 al 9 novembre 2024.

## Partecipanti al singolare

### Teste di serie
| Nazionalità | Giocatrice         | Ranking* | Testa di serie |
| ----------- | ------------------ | -------- | -------------- |
| Colombia    | Camila Osorio      | 64       | 1              |
| Romania     | Irina-Camelia Begu | 102      | 2              |
| Stati Uniti | Robin Montgomery   | 107      | 3              |
| Francia     | Chloé Paquet       | 108      | 4              |
| Argentina   | Julia Riera        | 117      | 5              |
| Brasile     | Laura Pigossi      | 129      | 6              |
| Lettonia    | Darja Semeņistaja  | 131      | 7              |
| Romania     | Anca Todoni        | 138      | 8              |

* Ranking al 16 gennaio 2023.

### Altre partecipanti
Le seguenti giocatrici hanno ricevuto una wild card per il tabellone principale:
- Yuliana Lizarazo[1]
- Valentina Mediorreal
- María Paulina Pérez
- Lucciana Pérez Alarcón

Le seguenti giocatrici sono passate dalle qualificazioni:
- Alicia Herrero Liñana
- Dar'ja Kudašova
- Martina Okáľová
- Tina Nadine Smith

## Partecipanti al doppio

### Teste di serie
| Nazione  | Giocatrice            | Nazione   | Giocatrice          | Rank1 | Seed |
| -------- | --------------------- | --------- | ------------------- | ----- | ---- |
| Slovenia | Veronika Erjavec      | Francia   | Kristina Mladenovic | 180   | 1    |
|          | Marija Kononova       |           | Marija Kozyreva     | 360   | 2    |
| Spagna   | Alicia Herrero Liñana | Argentina | Melany Krywoj       | 387   | 3    |
| Spagna   | Aliona Bolsova        | Ucraina   | Valerija Strachova  | 405   | 4    |

* Ranking al 28 ottobre 204.

### Altre partecipanti
Le seguenti coppie di giocatrici hanno ricevuto una wild card per il tabellone principale:
- Sara Alba Verastegui /  María José Sánchez Uribe
- Mariana Higuita /  Valentina Mediorreal

## Campionesse

### Singolare
Irina-Camelia Begu ha sconfitto in finale  Veronika Erjavec con il punteggio di 6-3, 6-3.

### Doppio
Veronika Erjavec /  Kristina Mladenovic hanno sconfitto in finale  Tara Würth /  Katarina Zavac'ka con il punteggio di 6-2, 7-6(4).